# Vergniaud (1910)
«Верньо» (фр. Vergniaud) — эскадренный броненосец военно-морских сил Франции. Шестой и последний в серии из 6 единиц («Дантон», «Кондорсе», «Дидро», «Вольтер», «Мирабо», «Верньо»).
Назван в честь деятеля Великой Французской революции, одного из самых знаменитых ораторов и политических деятелей Франции Пьера Верньо. Стоимость корабля составила 55 247 307 франков

## Служба
После начала Первой мировой войны в августе 1914, «Верньо» участвовал в поисках немецкого линейного крейсера «Гёбен» и легкого крейсера «Бреслау» в Западном Средиземноморье и сопровождал конвои.
Позже в том же месяце корабль участвовал в сражении в Адриатическом море и потопил Австро-венгерский лёгкий крейсер.
Во время Первой мировой войны, «Верньо» блокировал проливы Отранто и Дарданеллы, препятствуя выходу немецких, австро-венгерских и турецких военных кораблей в Средиземное море.
После окончания войны «Верньо» участвовал в занятии Константинополя.
В начале 1919 года броненосец действовал в Чёрном море, участвовал в иностранной интервенции во время гражданской войны в России. На корабле произошёл бунт, после того, как один из членов команду был убит, протестуя против вмешательства в гражданскую войну в России.
Броненосец «Верньо» вернулся во Францию и после краткого похода в Восточном Средиземноморье позже был помещен в запас.
«Верньо» был списан в 1921 году и использовался в качестве корабля-мишени до 1926 года.
Два года спустя судно было продано для разделки на металл.

## Модернизация
Во время войны на крышах двух передних 240-миллиметровых орудийных башен корабля были установлены 75-мм зенитные орудия. В течение 1918 года грот-мачта была укорочена, чтобы позволить кораблю управлять воздушным шаром, и было увеличено возвышение 240-миллиметровых пушек, благодаря чему дальность их стрельбы увеличилась до 18 000 метров.